# Linje Lusta (film, 1951)
Linje Lusta (originaltitel: A Streetcar Named Desire) är en amerikansk dramafilm från 1951 i regi av Elia Kazan, med Marlon Brando och Vivien Leigh i huvudrollerna. Filmens manus är skrivet av Tennessee Williams och bygger på hans pjäs med samma titel. Filmen hade svensk premiär den 13 februari 1952.

## Handling
Blanche DuBois (Vivien Leigh) och Stella DuBois (Kim Hunter) växte upp på plantagen Belle Rive. Stella har lämnat den, flyttat till New Orleans och gift sig med Stanley Kowalski (Marlon Brando). Han är självisk, opolerad och brutal men Stella finner sig i det och de är lyckliga tills hennes syster Blanche anländer. Blanche har förlorat gården på grund av skulder, hon dricker rätt mycket och är psykiskt skör.

## Rollista
| Marlon Brando   | – Stanley Kowalski        |
| Vivien Leigh    | – Blanche DuBois          |
| Kim Hunter      | – Stella Kowalski         |
| Karl Malden     | – Harold "Mitch" Mitchell |
| Rudy Bond       | – Steve Hubbel            |
| Nick Dennis     | – Pablo Gonzales          |
| Peg Hillias     | – Eunice Hubbel           |
| Wright King     | – En inkasserare          |
| Richard Garrick | – En doktor               |

## Produktion
Filmen baserar sig på Tennesee Williams pjäs med samma namn. Pjäsen hade premiär 1947, och även då hade Marlon Brando den manliga huvudrollen. På scenen spelade dock Jessica Tandy rollen som Blanche.

## Priser och utmärkelser
Filmen vann en mängd priser, bland andra dessa:
- Fyra Oscar:
  - bästa manliga biroll: Karl Malden,
  - bästa kvinnliga huvudroll: Vivien Leigh,
  - bästa kvinnliga biroll: Kim Hunter,
  - bästa konstnärlig ledning (svart/vit) och scenografi: Richard Day och Georg James Hopkins.
- British Academy of Film and Television Arts pris för bästa brittiska skådespelerska: Vivien Leigh.
- Golden Globe för bästa kvinnliga biroll: Kim Hunter.

För sin manliga huvudroll fick Marlon Brando en Oscarsnominering.